# Jørl Sogn
Jørl Sogn eller Hjørdel Sogn (på tysk Kirchspiel Jörl) er et sogn i Sydslesvig. Sognet lå i Ugle Herred (Flensborg Amt), mindre dele i Treja og Arns Herreder og Bollingsted Fogderi (Gottorp Amt), nu i kommunerne Janneby, Jørl (Hjørdel), Sollerup og Sønder Haksted i Slesvig-Flensborg Kreds i delstaten Slesvig-Holsten.
I Jørl Sogn findes flg. stednavne:
- Gravlund (Gravelund)
- Janneby
- Jersbæk (Jersbek)
- Jørl Mark
- Koksbøl
- Lille Jørl (eller Jørl Kirke, Kleinjörl)
- Møllebjerg
- Pobølsgab
- Rubøl eller Rugbøl (Rupel)
- Stiglund (Stieglund)
- Store Jørl (Großjörl)
- Solbro Kro (hvorved bro går over Trenen)
- Sollerup
- Sønder Haksted (Süderhackstedt)